# Лев Лоренцовича

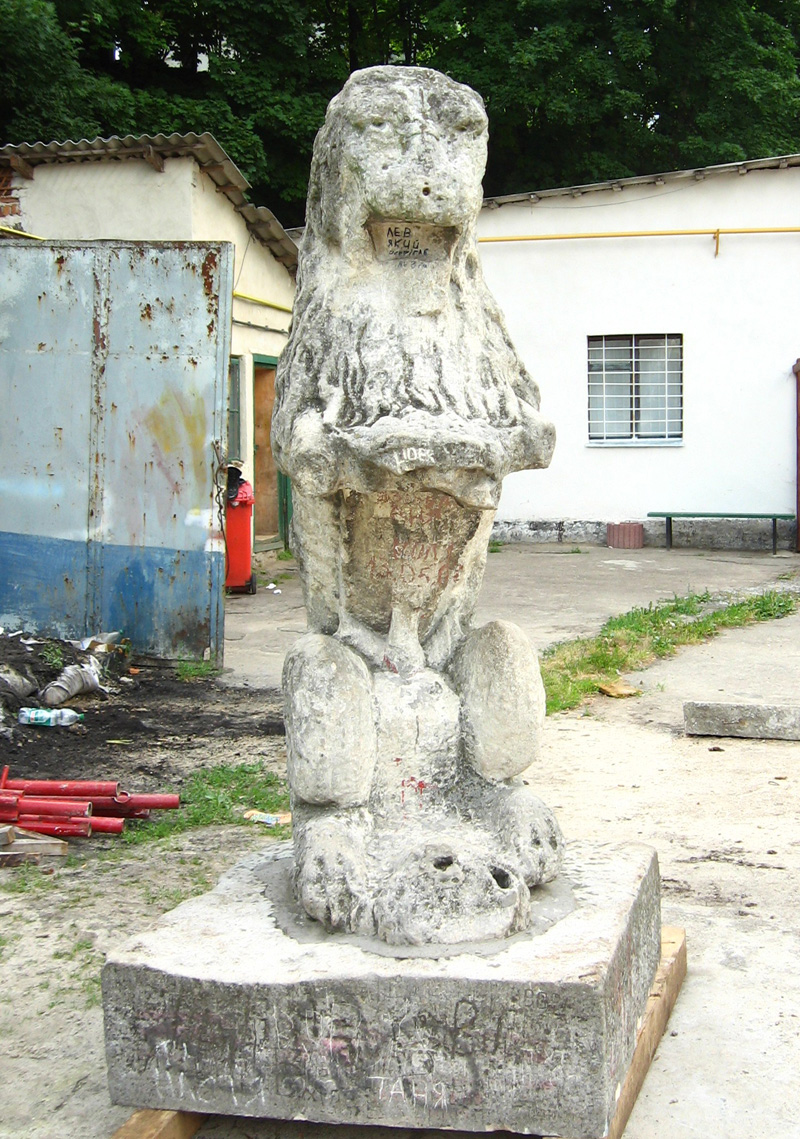
Стан скульптури влітку 2007 року

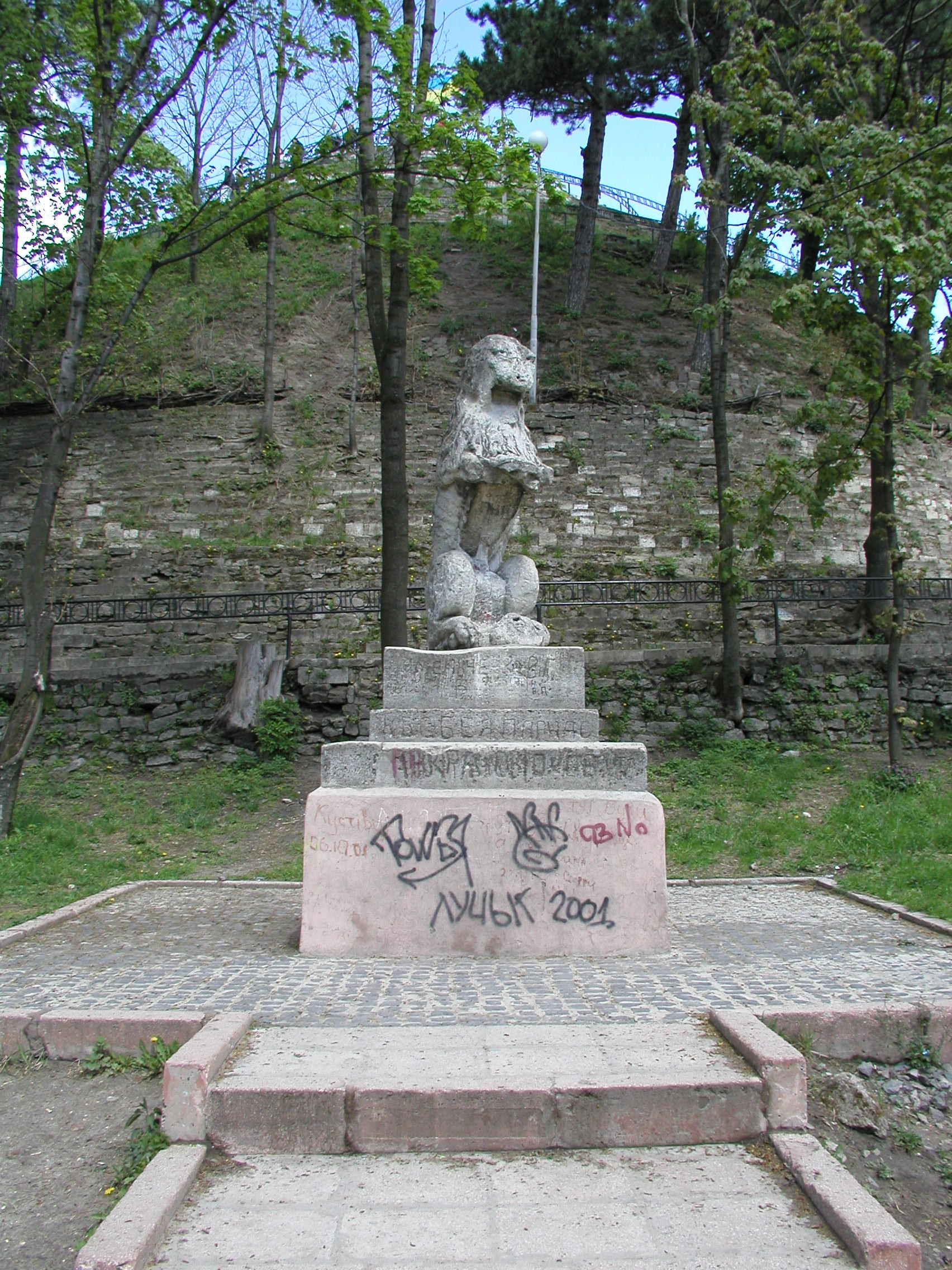
Лев Лоренцовича на Високому Замку (2002 рік)

Лев Лоренцо́вича — скульптура кам'яного лева, встановлена 1589 року на високій колоні ліворуч від головної брами ратуші Львова бургомістром Станіславом Шольцом (за даними Владислава Лозінського, ініціатором встановлення був Кампіан). Скульптор — Андреас Бемер. 
Лева названо за прізвищем міського радника Яна Юлія Лоренцовича, що врятував бургомістра Бартоломея Уберовича від викрадення з боку шляхтича Немирича. 
Лев тримав у лапах щит, на якому було вирізьблено лавровий вінок і напис латиною (Ioanni Iulio Lorencowicz S. P. Q. L. (Senatus Populus Que Leopoliensis)), що уславлював подвиг громадянина. Після обвалу ратушної вежі 1826 року лева зняли, а 1874 року, у п'яту річницю насипання кіпця Люблінської унії на Високому замку, люди винесли його на руках до вулиці Кривоноса, а потім влада перенесла лева на гору, під кіпець, де він простояв до початку XIX століття. Наприкінці 1990-их — на початку 2000-их лев був у жалюгідному стані, обписаний та занедбаний. Нині його законсервовано і він зберігається у фондах Історичного музею, в італійському дворику. Поруч з кіпцем Люблінської унії залишився постамент, на якому раніше стояв лев. 
Міська влада Львова хоче створити копії лева Лоренцовича для розміщення їх у місті, для чого вже знято зразки зі скульптури.